# ション・ヴァイスマン
ション・ザルマン・ヴァイスマン（Shon Zalman Weissman, 1996年2月14日 - ）は、イスラエル・ハイファ地区ビリアット・ピアリク出身のサッカー選手。USサレルニターナ1919所属。ポジションはFW。

## クラブ経歴
2014時1月にマッカビ・ハイファFCのトップチームに昇格。同月20日のハポエル・ベエルシェバFCでプロデビュー。翌2014-15シーズン途中から、あらゆるチームへローン移籍に出されたが、2016-17シーズンに所属したマッカビ・ネタニヤFCで、2部リーグながら21試合12ゴールを決め、初のシーズン二桁ゴールを達成。2018-19シーズンにマッカビ・ハイファに復帰し、イスラエル・プレミアリーグで25試合8ゴールの成績を残した。
2019年6月20日、オーストリア・ブンデスリーガのヴォルフスベルガーACと2年契約を締結。初の国外リーグ挑戦で、得点能力が更に開花。リーグ戦31試合30ゴールを決め、得点王を獲得。更にオーストリア・カップで2ゴール、UEFAヨーロッパリーグでも5ゴールを決め、2019-20シーズンは合計37ゴールを記録。スペインの有力紙MARCAでも幅広く紹介され、同シーズンに限れば、その決定力はクリスティアーノ・ロナウドやリオネル・メッシをも上回ると紹介された。
2020年8月31日、レアル・バリャドリードと2024年までの契約を締結したことが発表された。
2023年1月31日、セグンダ・ディビシオンに所属していたグラナダCFへ2022-23シーズン終了までレンタル移籍をした。レンタル終了後の2023年6月13日、グラナダへ完全移籍したことが発表された。
2024年2月1日、USサレルニターナ1919にシーズン終了までのレンタルで移籍した。

## 代表経歴
2010年から各ユース世代のイスラエル代表に招集され、2019年9月9日のUEFA EURO 2020予選のスロバキア戦で、フル代表デビューを果たした。

## タイトル

### クラブ
マッカビ・ネタニヤ
- リーガ・レウミット : 1回 (2016-17)

グラナダ
- セグンダ・ディビシオン : 1回 (2022-23)

### 個人
- オーストリア・ブンデスリーガ得点王 : 1回 (2019-20)